# トクサ

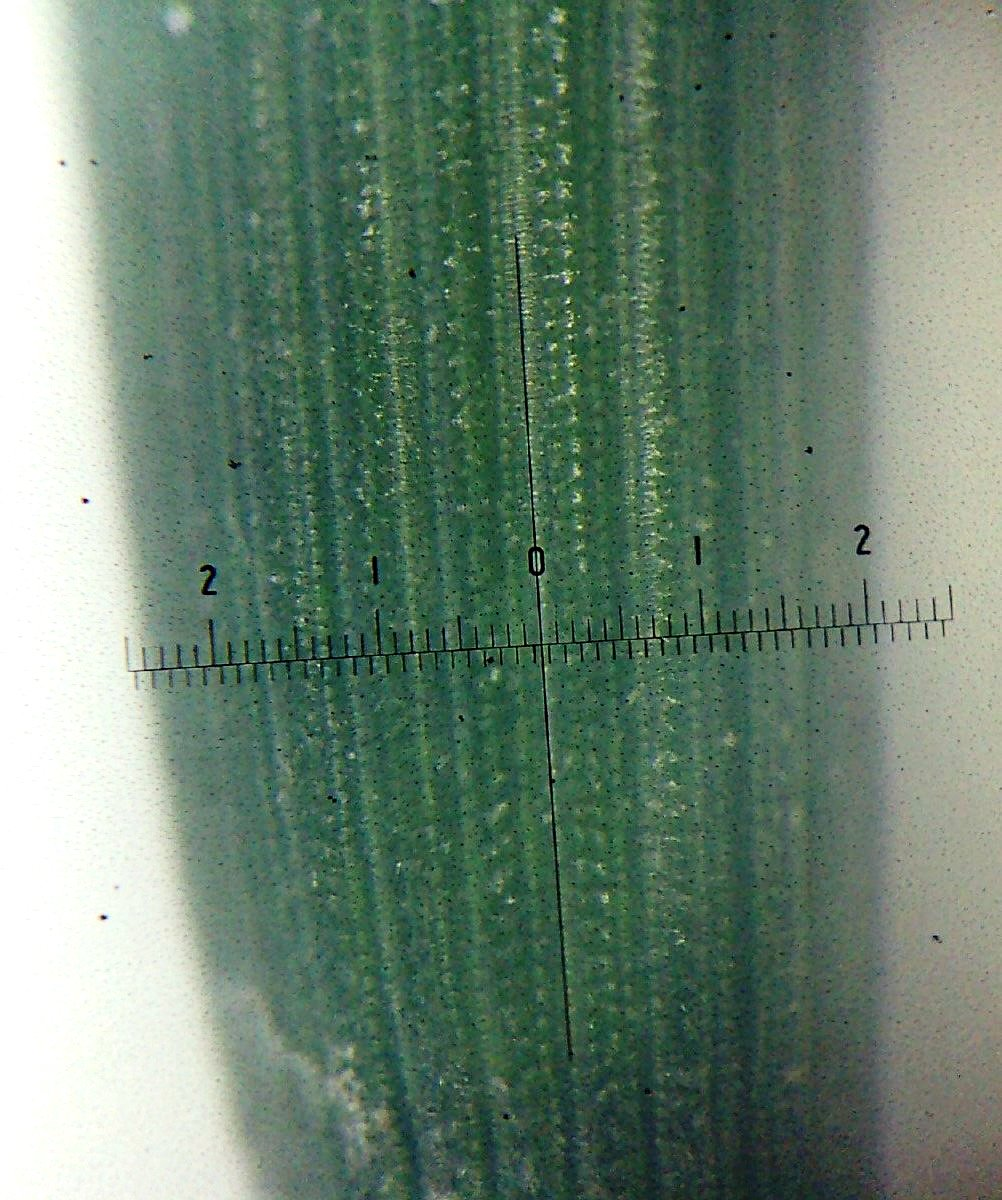
仕上用研磨材となるトクサの顕微鏡写真、2-1-0-1-2は1mm間隔、1/20mm目盛、無数のケイ酸の蓄積が見える。

トクサ（砥草、木賊、学名：Equisetum hyemale）は、大葉植物門トクサ亜綱トクサ科トクサ属(PPG I)の植物。別名は歯磨草（ハミガキクサ）

## 概要
北半球の亜寒帯南部から温帯北部にかけての広範囲、日本では北海道から本州中部にかけての山間の湿地に自生するが、観賞用などの目的で栽培されることも多い。表皮細胞の細胞壁にプラントオパールと呼ばれるケイ酸が蓄積して硬化し、砥石に似て茎でものを研ぐことができることから、砥草と呼ばれる。
地下茎があって横に伸び、地上茎を直立させる。茎は直立していて同じトクサ科のスギナやイヌドクサ、ミズドクサの様に枝分かれせず、中空で節がある。茎は触るとザラついた感じがし、引っ張ると節で抜ける。節の部分にはギザギザのはかま状のものがあって、それより上の節の茎がソケットのように収まっているが、このはかま状のぎざぎざが葉に当たる。茎の先端にツクシの頭部のような胞子葉群をつけ、ここに胞子ができる。
トクサ科の植物は石炭紀から存在すると言われている。石炭紀の大気は助燃性を持つ酸素の濃度が高かったため、落雷などにより引き起こされる林野火災のリスクは現在よりもはるかに高かった。トクサは耐火性のあるケイ酸を蓄積することで、野火から生き延びるよう進化したと考えられている。

## 特徴
常緑性の草本。地下茎は長く横に這い、地表に直立する茎を出す。地上に出る茎にはスギナのような二形は無く、全ての茎が同じような形をしている。この茎は分枝無く直立し、また節毎に側枝が出ることもほとんど無いが、希に短い側枝を出すことがある。茎の高さは50～75cm（最大幅では32～106cm)、径は3.4～3.8cm(3.1～4.0cm)で、1つの節の長さは1.1～1.8cm(0.6～2.3cm)ほど。茎は緑色でその質は硬い草質で、断面は直径の3/4ほどの径の中空となっており、茎の表面には縦向きに多数の稜と溝があり、稜の上には突起が多い。節にある葉鞘は0.7～1.0cm(0.6～1.3cm)で、その先端は16～19個(14～22個)の歯片に分かれている。この歯片は長い三角形をしており、縁が淡褐色、中心部は黒褐色をしており、早落性である。茎の先端にはツクシのような胞子嚢穂をつける。この胞子嚢補の大きさは長さが0.8～1.3cm(0.7～1.9cm)、幅が0.4～0.5cm(0.3～0，6cm)である。基部の柄は不明瞭となっている。

## 分布と生育環境
日本では南千島、北海道、本州、四国、九州に分布し、また国外ではロシア、朝鮮、中国、モンゴル、ヨーロッパに知られる。ただし関東以西のものは栽培からの逸出である可能性が高いとも言われる。
山地の森林下のやや湿った場所等に見られ、往々に群落を形成する。

## 分類など
トクサ属は世界に約20種あり、日本には9種ほどが知られる。そのうちで本種は常緑性で茎の気孔が表面より凹んで着くことを特徴とするトクサ亜属 subgen. Hippochaete に含められる。日本で本種に最も近いとされるのはイヌドクサで、この種は本種より茎が一回り細く、また輪生状の側枝を少数ながらほぼ必ず出す点、葉鞘が褐色に色づかず、歯片も脱落性で無いことなどで区別できる。この亜属には日本にはこの他にヒメドクサなどがあるが、それらは背丈がせいぜい20cm程の小型種である。
本種の別亜種としては subsp. affine は直立茎の背丈がより低く、また茎表面の稜の上の突起が不明瞭なもので、北米から中米にある本種は全てこれに属し、またロシア極東域と中国からも報告されている。本亜種の変種としては側枝を出すものをエダウチトクサ var. ramosum とするが、これは普通のものでも側枝を出す例が少なくないために区別するべきものではないともされる。他に葉鞘が茎の直径を超えるものをハマドクサ var. schleicheri 、茎に白い斑が入るものをフイリトクサ var. variegatum と名が与えられている。

## 利用
観賞用に坪庭に植えたり、生け花の客材などに用いられる。なお、土壌を選ばず地下茎を伸ばして広範囲に繁殖を広げる性質があるため、庭植えには注意が必要である。
古来、茎を煮て乾燥したものを研磨の用途に用いた。「とくさ」（砥草）の名はこれに由来している。紙やすりが一般的な現代でも高級つげぐしの歯や漆器の木地加工、木製品の仕上げ工程などに使用されている。クラリネットなどの葦製リードを磨いて調整するのにもトクサが用いられる。アイヌ民族もトクサを木製品を自製する折の仕上げに用いてきた。トクサのアイヌ語名「シㇷ゚シㇷ゚」は「戻り戻りする」の意で、本種を用いて物を磨く際の手の動きに由来する名である。
また、音楽家の瀧廉太郎は身だしなみとして常々トクサで爪を磨いていたとされる。ほか、別名が歯磨き草というように、かつては歯磨きに使用していた。
茎を乾燥したものは木賊（もくぞく）と呼ばれる生薬で、その煎液を飲用すると目の充血や涙目に効果があるとされる。
ウサギやグリズリーなどの野生動物が食用とする。

## 文化
小話に、明治の郵便夫が、草鞋があまりに擦り減るのを嘆き、擦り減らなさそうな材料としてトクサを使う話がある。その結果、足先から擦り減って頭だけになった郵便夫は、頭を鞄に片づけて帰ったという落ちである。
「木賊刈る」は秋の季語。
ウサギが食べてるのではなく、ほんとうは歯磨きに使用しているのだという話がある。木賊兎文というウサギとトクサの組み合わせを主題とした着物や陶器などの絵柄がある。

## ギャラリー

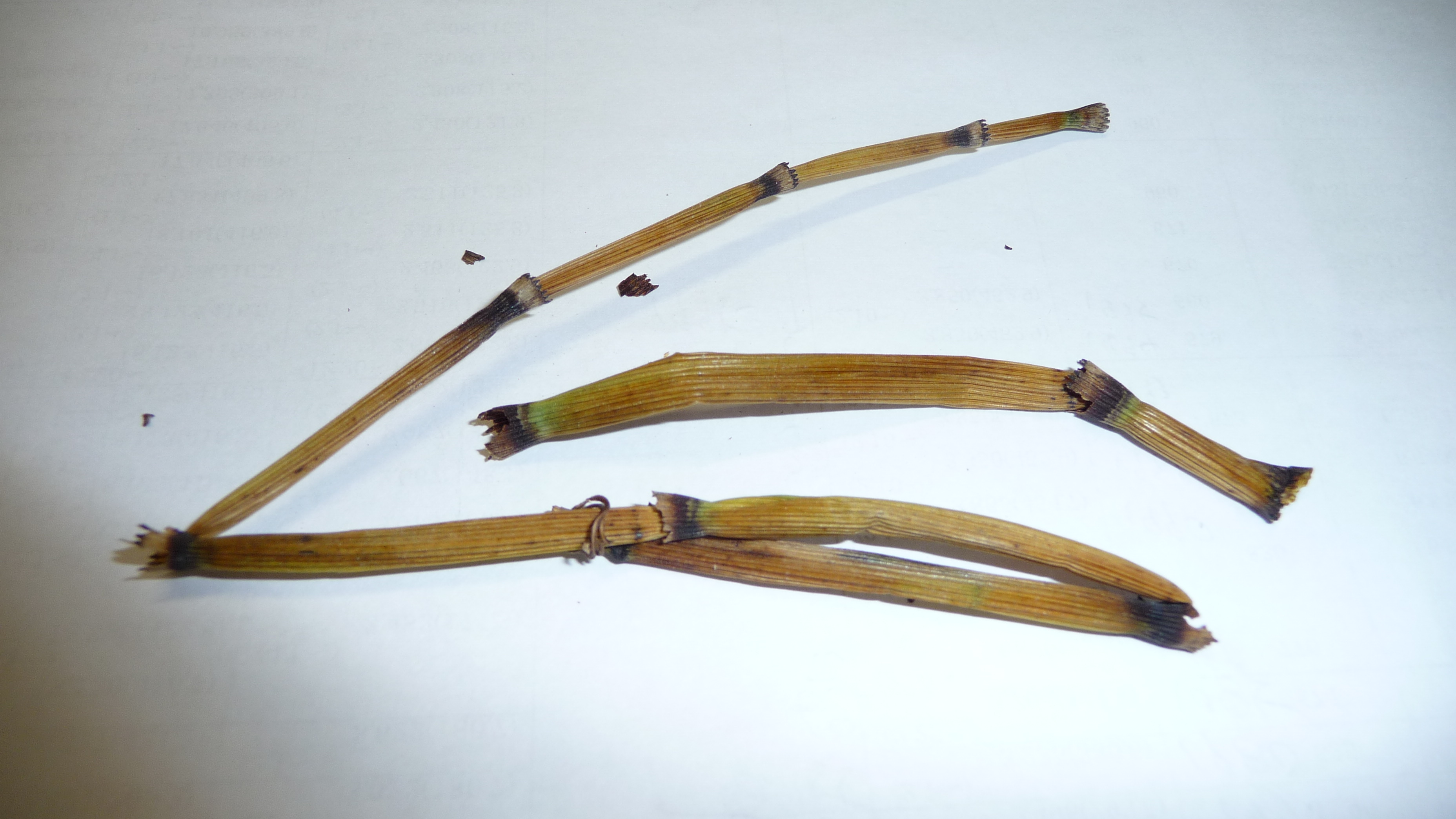
乾燥したトクサ。最も目の細かい紙やすりと同等に使われる。
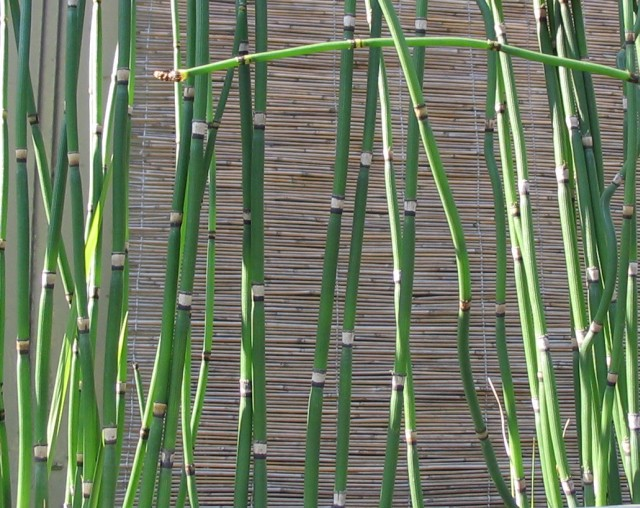
胞子葉群
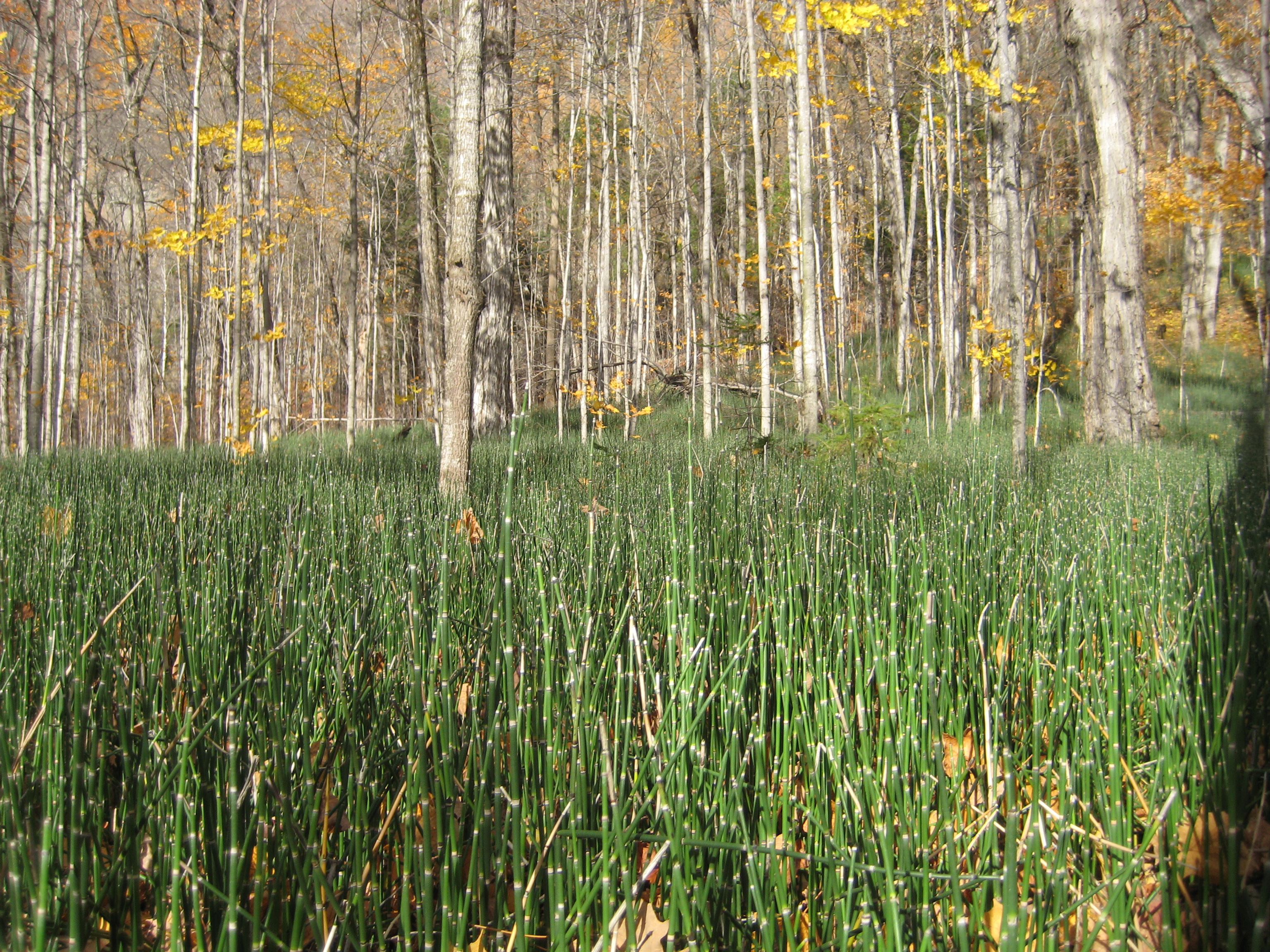
群生している様子。オーストラリアなどでは侵略的な外来種である[15]。
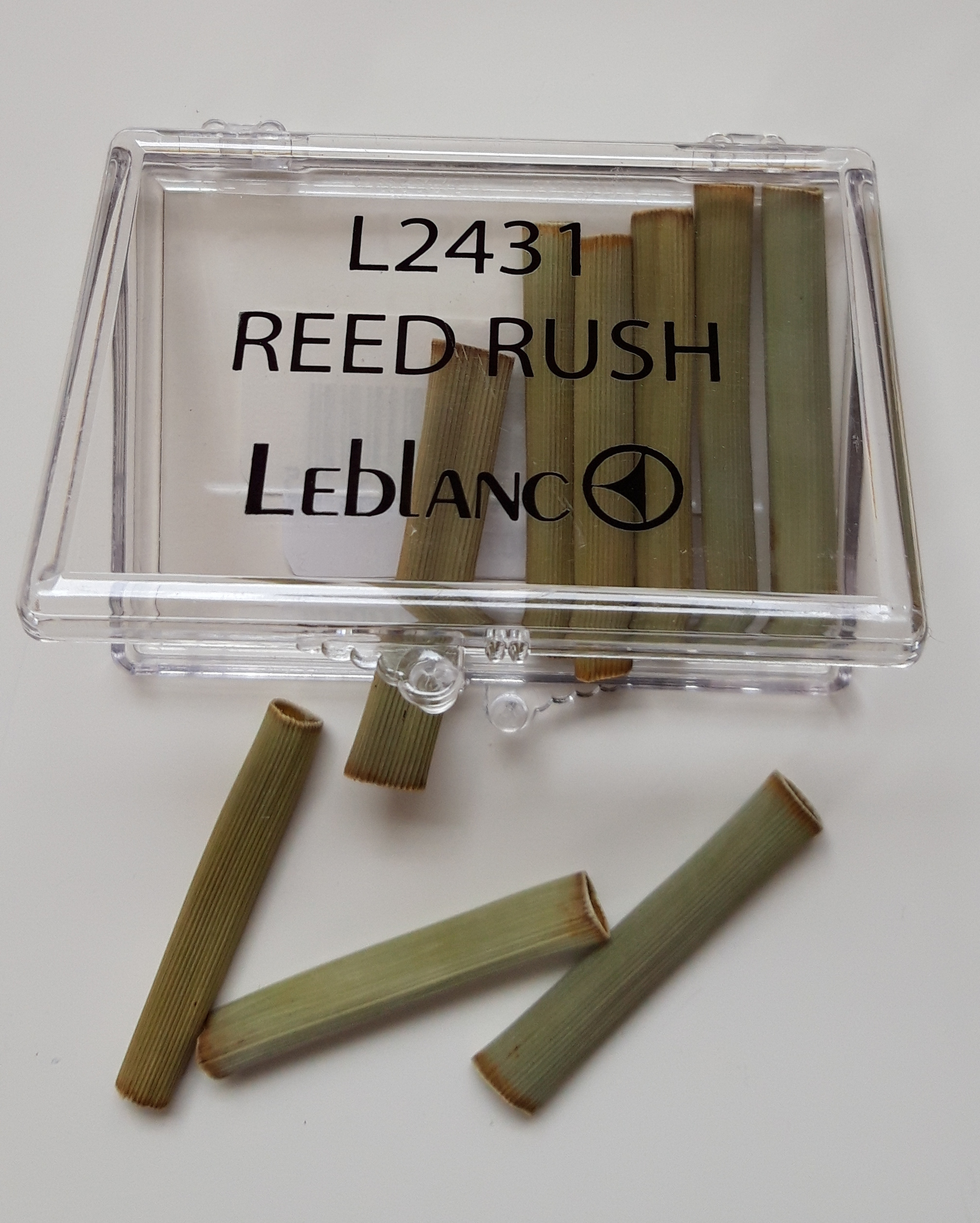
楽器のリードを磨くためのトクサ
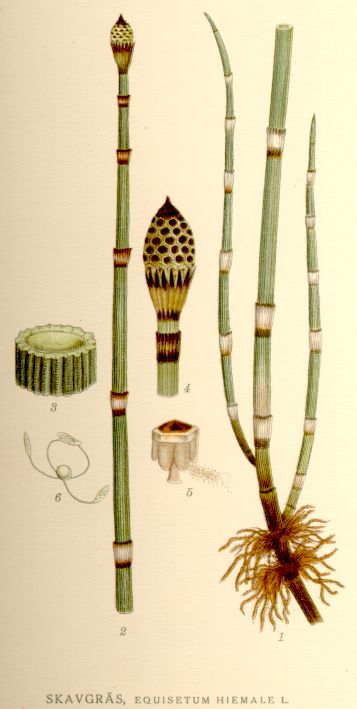
絵
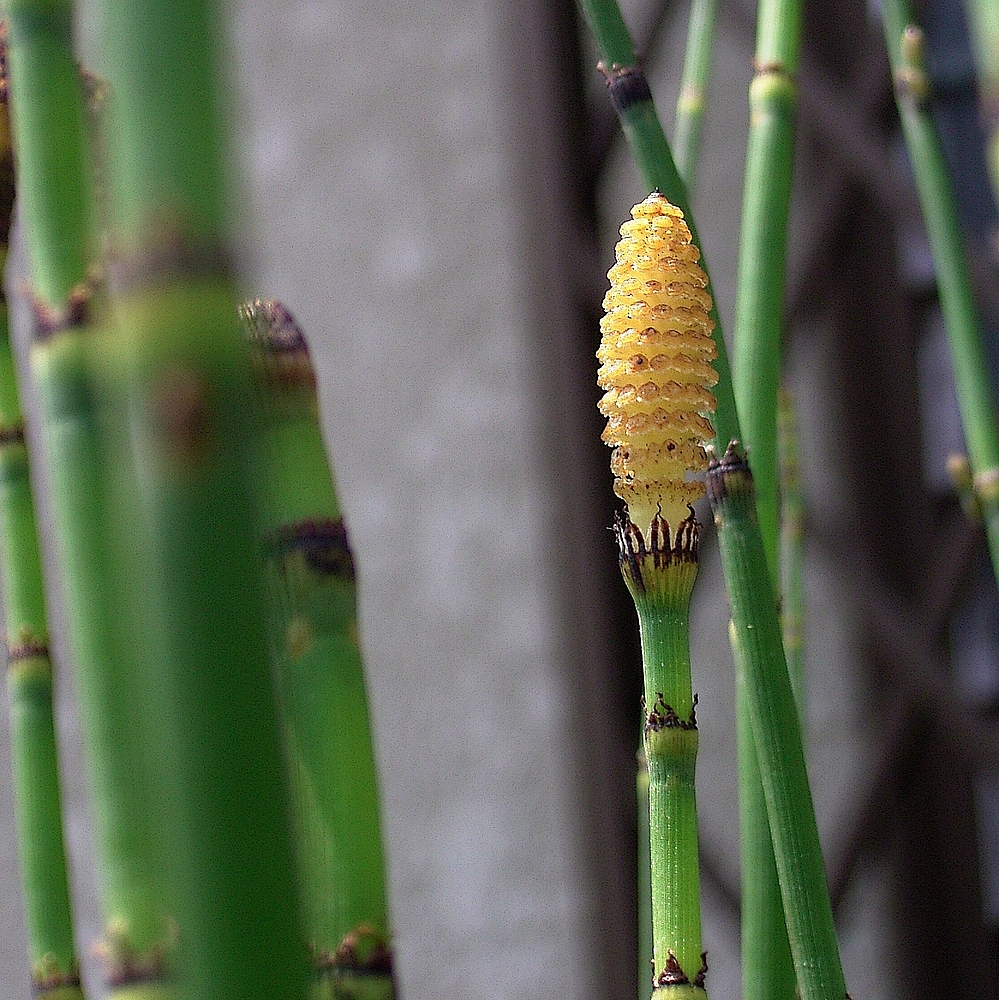
胞子嚢穂
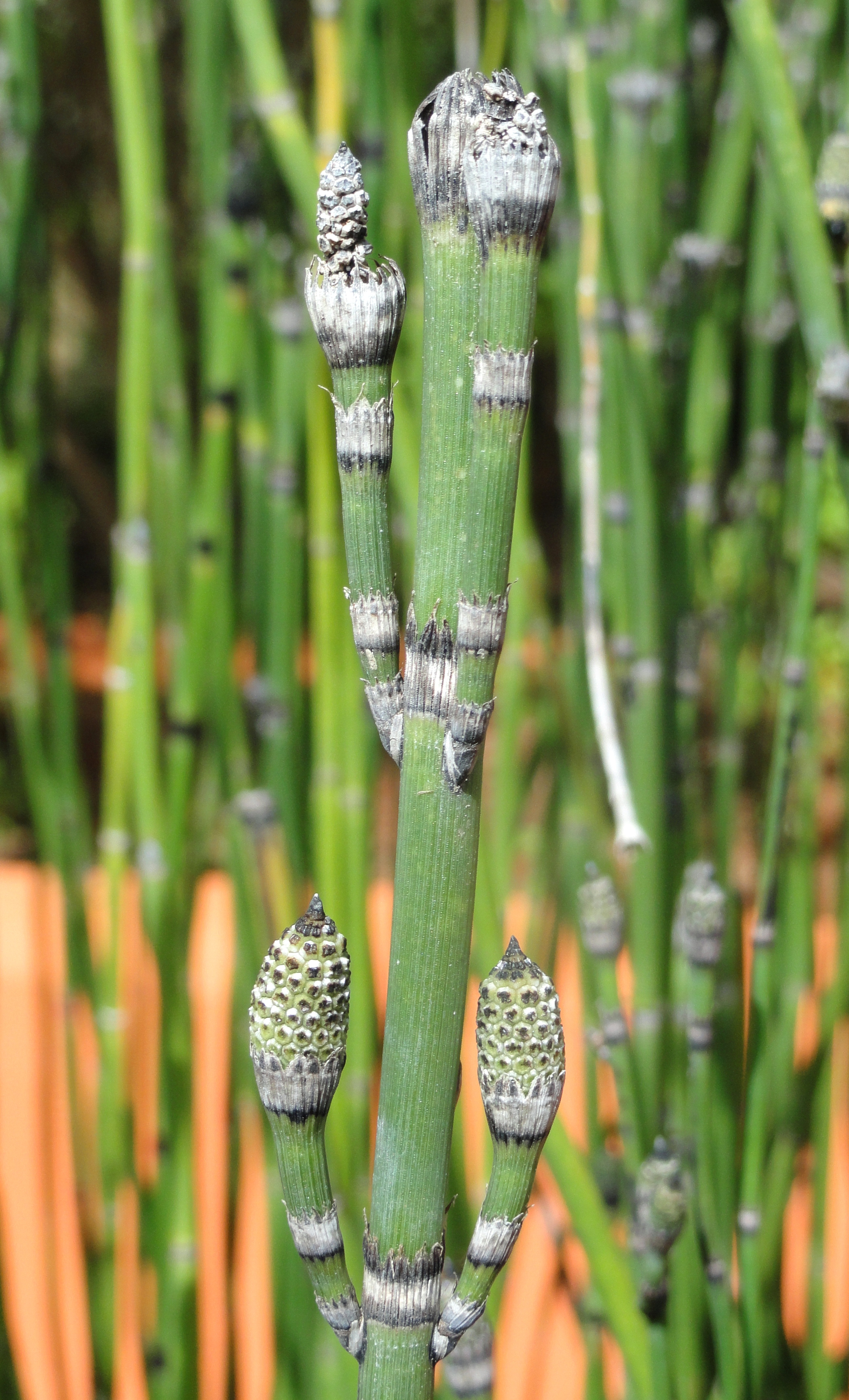
ブラジリア植物園にある植物標